# Космічний ландшафт
«Космічний ландшафт» (англ. The Cosmic Landscape) — науково-популярна книга фізика-теоретика Леонарда Саскінда про антропний принцип і структуру Всесвіту в теорії струн. Книга була вперше опублікована Little, Brown and Company 12 грудня 2005 року.

## Контекст
У той час, коли була написана книга, науковці відзначали, що умови Всесвіту дуже точно налаштовані так, щоб дозволяти життя. Однак причина такого тонкого налаштування залишалась невідомою. Антропний принцип був одним із розв'язків, але багато фізиків відкидали його, шукаючи елегантніше рішення. Теорія струн, дозволяла занадто багато різних розв'язків, і було незрозуміло, як з-поміж них обрати правильні. У книзі Саскінд висунув гіпотезу про те, що існує мультивсесвіт, в якому випадково трапляються всесвіти, де життя дійсно можливе. Він називає цей мультивсесвіт «ландшафтом».

## Зміст
У передмові Саскінд пише, що книга в основному про «наукові пояснення видимих чудес фізики та космології та їхні філософські наслідки». Книга присвячена антропному принципу. Перші розділи стосуються таких тем, як квантова електродинаміка, діаграми Фейнмана та квантова хромодинаміка. Пізніше вводиться космологічна константа та проблеми з кількістю енергії, виробленої віртуальними частинками. Також представлено теорію струн й інформаційний парадокс чорної діри (також описаний в іншій книзі Сасскінда «Війна чорної діри»).
Книга акцентує увагу на теорії «ландшафту» з багатьма всесвітами. Для пояснення того факту, що Всесвіт ідеальний для життя, автор наголошує: «справа не в тому, що Всесвіт якось спотворюється, щоб підлаштуватись під нас; це просто різноманітне місце, і ми опиняємося в його приємному кутку».

## Відгуки
Книга отримала схвальний відгук критиків. «Choice Review» високо оцінив спосіб подання «нюансів» і назвав книгу «стимулюючою, напівпопулярною книгою, яка представляє чудовий, описовий посібник із сучасної фізики та космології». «Booklist» зазначив, що книга «має надзвичайно важливе значення для наукових читачів» і як «у цій надзвичайній праці Сасскінд підводить нас до карколомної межі можливої зміни парадигми». «Publishers Weekly» вважав, що Саскінд зумів донести до читачів антропний принцип, і що «наполегливі читачі закінчать цю книгу, розуміючи сучасну фізику та піклуючись про неї». «Library Journal» писав, що книга здатна пояснити теорію струн і те, як вона може об'єднати загальну теорію відносності та квантову механіку. Рецензент рекомендував книгу до «наукових колекцій в академічних і великих публічних бібліотеках».
За словами Пола Лангакера, професора Університету Пенсільванії, книга Сасскінда ясно й цікаво досліджує «дискусію між ідеєю ландшафту та більш традиційним поглядом», одночасно розвиваючи знання читача в таких галузях знань, як квантова механіка, теорія відносності, фізика елементарних частинок, суперсиметрія, теорія струн, чорні діри, космологія та теорія інфляції.